# Agata Świątkowska
Agata Świątkowska (ur. 12 maja 2001) – polska koszykarka, występująca na pozycji rzucającej, obecnie zawodniczka KS Basketu Bydgoszcz.

## Osiągnięcia
Stan na 17 maja 2025, na podstawie, o ile nie zaznaczono inaczej.

### Drużynowe

#### Seniorek
5x5
- Wicemistrzyni Polski (2020)
- Brązowa medalistka mistrzostw Polski (2021)
- Finalistka Superpucharu Polski (2020)[3]
- Uczestniczka międzynarodowych rozgrywek EuroCup (2021–2023)

3x3
- Uczestniczka Halowych Mistrzostw Polski 3x3 (2018 – 7. miejsce)

#### Młodzieżowe
3x3
- Uczestniczka:
  - Akademickich Mistrzostw Polski 3x3 (2023 – 19. miejsce, 2024 – 17. miejsce)
  - młodzieżowych mistrzostw Polski U–23 3x3 (2024 – 8. miejsce)